# Фарниев, Ирбек Валентинович
Ирбе́к Валенти́нович Фарни́ев (осет. Фӕрниаты Валентины фырт Ирбег; род. 12 января 1982 во Владикавказе, Северной Осетии — Алании) — российский борец, чемпион мира и Европы. Заслуженный мастер спорта по вольной борьбе.

## Биография
Родился 12 января 1980 года во Владикавказе, в Северной Осетии в осетинской семье. Окончил Северо-Осетинский государственный университет. Первым его тренером был Артур Калоев. Тренировался в Спортивном клубе «Асик». В составе сборной России с 2000 года. В 2003 году стал чемпионом мира и Европы. Участвовал на Олимпиаде в Пекине, но проиграл в четвертьфинальной схватке. Тренируется в Центральном спортивном клубе армии, где его тренирует Анатолий Хазбиевич Маргиев. В 2008 году признан лучшим спортсменом Северной Осетии — Алании.
Живёт во Владикавказе. Жена Залина. Имеет 4 детей. Хобби — книги.

## Спортивные достижения
- Победитель первенства Европы среди юниоров (2000)[2]
- Победитель II Мемориала заслуженного тренера России Олега Наниева (2003)[3]
- Победитель международного турнира памяти Шамиля Умаханова в Хасавюрте (2006)[4]
- Победитель международного турнира имени Степана Саркисяна (2006)[5]
- Победитель Кубка губернатора Краснодарского края в Краснодаре (2009)[6]
- Победитель XVI Международного турнира в Киеве (2010)[7]

## Награды и звания
- Орден «Во славу Осетии»[источник не указан 3079 дней]